# Mondseer Flyschberge

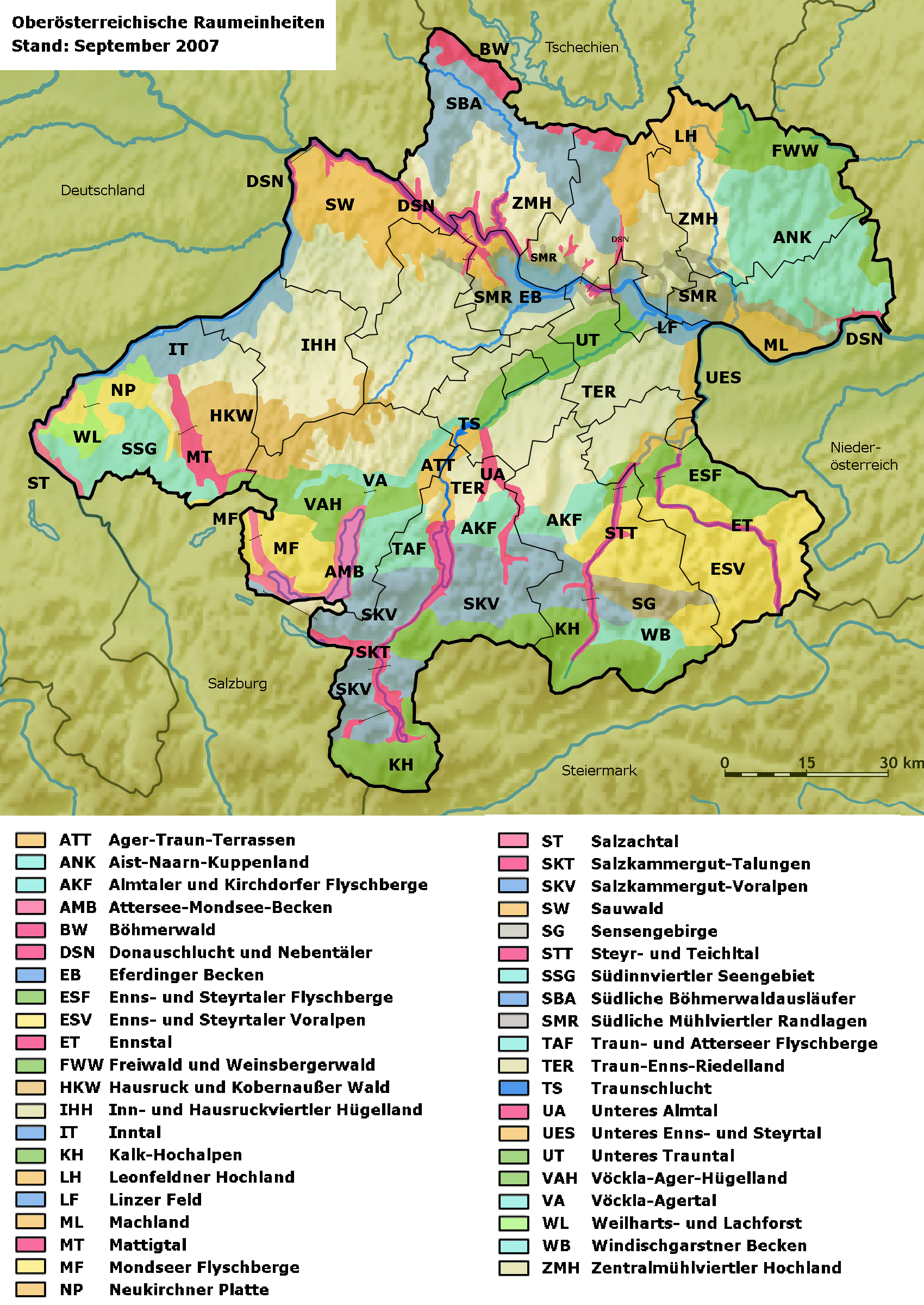
Alle OÖ Raumeinheiten

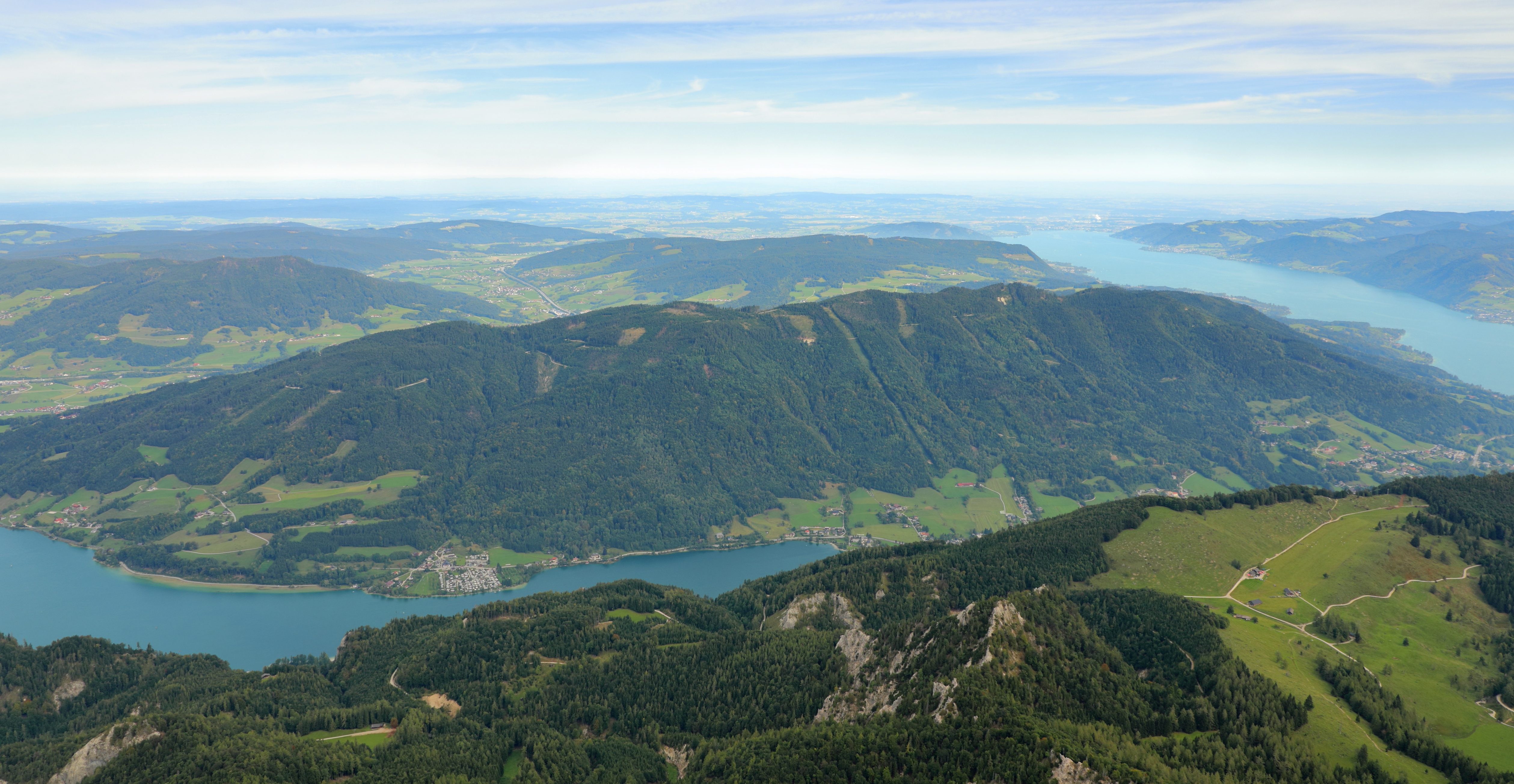
Mondseer Flyschberge mit dem Höhenzug „Hochplett“ in der Bildmitte

Die Mondseer Flyschberge sind eine von 41 Oberösterreichischen Raumeinheiten und liegen im Alpenvorland.

## Lage
Die Raumeinheit umfasst drei räumlich isolierte Teilbereiche die einerseits durch den Mondsee und andererseits durch das Bundesland Salzburg getrennt sind und in den Bezirken Vöcklabruck und Braunau liegen.
Die Fläche der Raumeinheit Mondseer Flyschberge beträgt in Oberösterreich 197,28 km². Die Nord-Süd Streckung beträgt rund 16 km, die Ost-West-Ausdehnung rund 18 km. Der tiefste Bereich liegt bei rund 500 m ü. A. am Rand zur Raumeinheit Attersee-Mondsee-Becken. Die höchste Erhebung des Gebiets ist der Hochplett mit 1134 m ü. A. (Hochplettspitz).
Folgende Gemeindegebiete liegen größtenteils in den Mondseern Flyschbergen (alphabetisch geordnet): Innerschwand, Nußdorf, Oberwang, Oberhofen, Straß im Attergau, Tiefgraben und Zell am Moos. Im Salzburgischen kommen noch Thalgau, Henndorf, Neumarkt am Wallersee und Straßwalchen hinzu.
Die Raumeinheit ist von folgenden Raumeinheiten umgeben (Im Uhrzeigersinn, beginnend im Norden): Vöckla-Ager-Hügelland, Attersee-Mondsee-Becken und Salzburger Seengebiet (oberösterreichischerseits Südinnviertler Seengebiet).
Die Raumeinheit Attersee-Mondsee-Becken teilt mit dem Mondseeland diese Raumeinheit in die Attersee-Mondsee-Berge und den an der Salzburger Landesgrenze liegenden Zug des Kolomannsberges.
Außerdem wird oberösterreichischerseits aus systematischen Gründen noch der Tannberg nordwestlich der Straßwalchener Passlandschaft zur Raumeinheit hinzugerechnet, da dieser noch zu den alpinen Flyscheinheiten gehört.
Die Raumeinheit ist ökologisch-landschaftlich in zwei Untereinheiten gegliedert:
- Wiesen-Kulturlandschaft auf Moränen
- Geschlossenes Waldgebiet auf den Hügeln

## Charakteristik

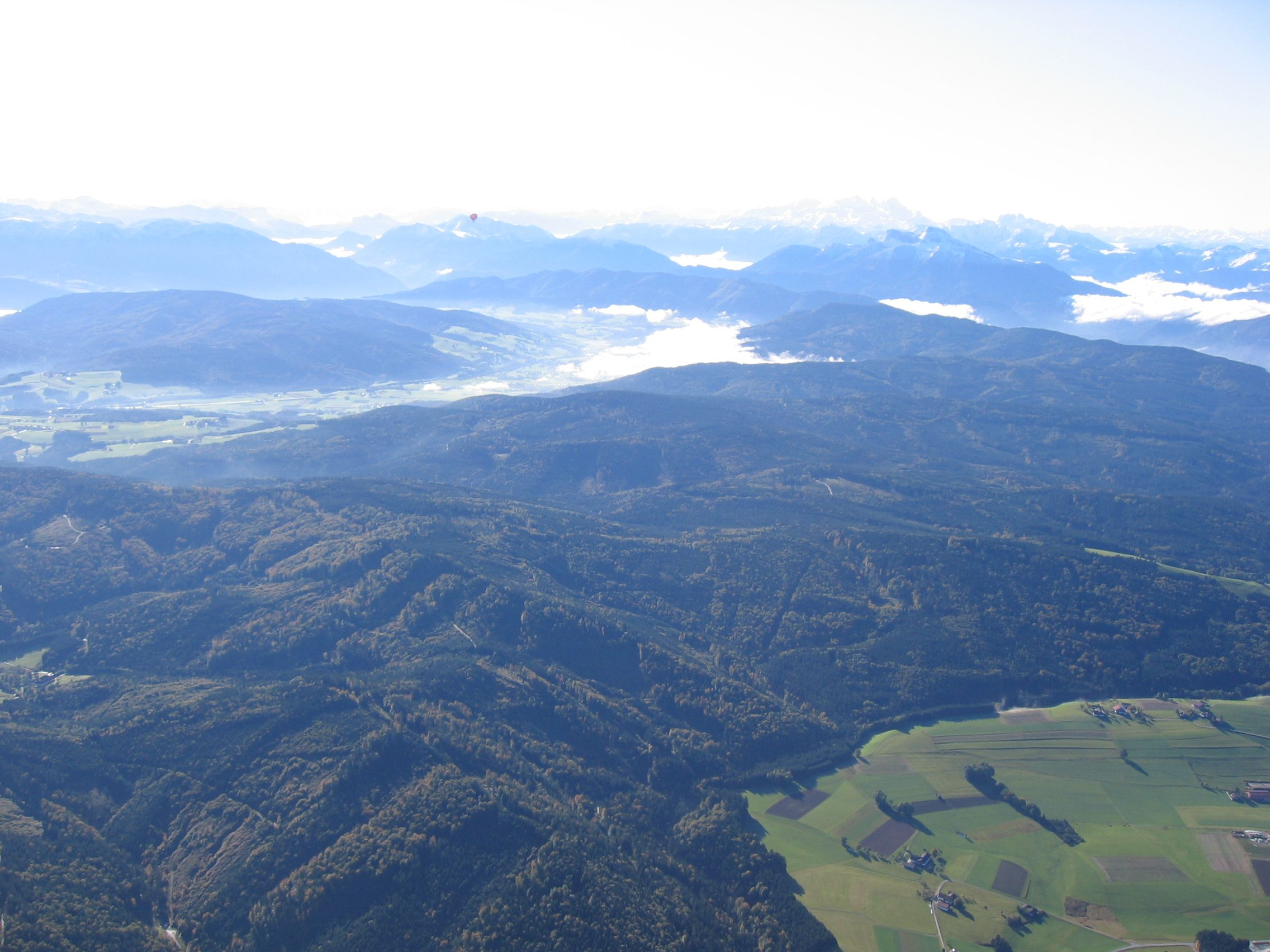
Die Flyschzone mit dem Oberwang Becken

- Flyschbergland bestehend aus Sandstein und Mergel zwischen 500 und 1100 Metern Seehöhe.
- Stark gegliedert mit zahlreichen Gräben und Bächen.
- Sehr hoher Waldanteil (60 bis 70 %) mit großflächigen Wäldern auf den Bergen. Die Wälder sind kaum naturnah und weisen einen hohen Fichtenanteil auf. Die wenigen naturnahen Wälder bestehen aus Buchen, Erlen und Eschen.
- Kleines Edelkastanienvorkommen von kulturgeschichtlichem Interesse existiert noch.
- Die Bäche sind weitgehend unreguliert, die Uferbegleitgehölze sind nicht durchgehend und eher inselartig ausgebildet.
- Die Kulturlandschaft weist eine enge Verzahnung zwischen den landwirtschaftlich genutzten Flächen und dem Waldgebiet auf. Traditionell besteht Grünlandwirtschaft. In der reichhaltigen Kulturlandschaft findet man viele Lärchenwiesen, Obstbaumwiesen, Almen, Mager- und Feuchtwiesen. Die Siedlungen sind in Einzelhöfen oder kleinen Weilern angelegt.
- Bedeutende Moore befinden sich in den südlichen Teilen.
- Das Becken von Oberwang ist deutlich zersiedelt und wird durch die Autobahn (Westautobahn) durchschnitten.
- Das regenreiche Gebiet ist ein Naherholungsgebiet mit zahlreichen Aussichtspunkten.